# Йохан Адам фон Тюнген
Йохан Адам фон Тюнген (на немски: Johann Adam von Thüngen; * юни 1604; † 13 март/29 март 1670, Форхайм, Горна Франкония) е благородник от стария франкски рицарски род на фрайхерен фон Тюнген близо до Вюрцбург в Бавария.

## Произход
Фамилията на фрайхерен на Тюнген е на служба като „наследствени кухненски майстори“ (Erbküchenmeisteramt) на Херцогство Франкония. От нея произлизат важни личности в църквата, войската, управлението, политиката и икономиката. През 1406 г. фамилията купува замъка и селото Тюнген като свободна собственост.
Той е третият син на Ханс Бернхард фон Тюнген († 18 август 1624) и съпругата му Катарина фон Верн (* ок. 1575; † сл. 1614). Внук е на Теобалд Юлиус I фон Тюнген († 1595) и Анна фон Аделсхайм († 1591/1595). Правнук е на Ханс Йорг I фон Тюнген († 1551) и Кунигунда фон Розенберг († 1561). Брат е на Ханс Файт фон Тюнген (1595 – 1623), Ханс Албрехт II фон Тюнген († 1624) и на Катарина фон Тюнген († 1662), омъжена за фрайхер Хайнрих фон Бусмар († 1645) и през 1649/1651 г. за Левин Лудолф фон Хакстхаузен († 1657).
Йохан Адам фон Тюнген умира бездетен на 13 или 29 март 1670 г. във Форхайм и е погребан на 29 март 1670 г.

## Фамилия
Първи брак: с Мария Маргарета фон Хатцфелд († ок. 1648), дъщеря на граф Себастиан фон Хатцфелд († 1630/1631) и третата му съпруга Маргарета фон Бокенфьорде-Шюнгел, дъщеря на Георг фон Бокенфьорде-Шюнгел († сл. 1588) и Маргарета фон Хатцфелд († сл. 1633). Тя е полусестра на Франц фон Хатцфелд (1596 – 1642), княжески епископ на Вюрцбург (1631 – 1642) и Бамберг 1633 – 1642). Те нямат деца.
Втори брак: на 7 август 1648/28 август 1658 г. с Анна Магдалена фон Нипенбург († 7 декември 1669, Форхайм). Бракът е бездетен.